# Religioni del Vicino Oriente antico
Le religioni del Vicino Oriente antico erano in massima parte politeistiche, con alcuni esempi di emergente enoteismo (atonismo, antico giudaismo). Specialmente il pantheon luvio esercitava una forte influenza sull'antica religione greca, mentre la religione assiro-babilonese influenzava lo zoroastrismo dell'era achemenide.

## Visione d'insieme
La storia del Vicino Oriente antico abbraccia un arco di tempo di più di due millenni, dall'età del bronzo fino al periodo arcaico dell'età del ferro, nella regione del Vicino Oriente (adesso indicata però come Medio Oriente), incentrata intorno alla cosiddetta Mezzaluna Fertile. C'erano molti contatti culturali, sì da giustificare la classificazione dell'intera regione sotto un singolo termine, ma ciò non significa, naturalmente, che ogni periodo storico e ogni regione non possa essere considerata individualmente per una descrizione dettagliata. Questa pagina tenterà di tracciare i contorni dei tratti comuni delle religioni del Vicino Oriente antico. Per descrizioni più dettagliate bisogna fare riferimento alle sotto-pagine.
Il Vicino Oriente antico comprende le seguenti subregioni:
- Mesopotamia (Sumer, Assiria, Akkad): Religioni della Mesopotamia, mitologia sumera, mitologia babilonese;
- Elam;
- Antico Egitto: religione dell'Antico Egitto;
- il Levante (Canaan, Ugarit, Ebla, Mitanni): religione cananea;
- Anatolia (l'impero ittita, Assuwa, Arzawa):  religione ittita, mitologia hurrita;
- il Caucaso e l'Altopiano armeno (Urartu);
- Cipro, Creta (civiltà minoica): religione minoica.

Le nostre fonti più antiche, risalenti al 2000 a.C. circa, consentono delle vaghe idee riguardo alla mitologia mesopotamica ed egiziana.
L'antica religione ittita reca tratti discendenti da quella proto-indoeuropea, ma le più arcaiche religioni ittite vanno sempre più ad assimilarsi all'assira.
L'antica religione greca era fortemente influenzata dalla mitologia del Vicino Oriente antico, ma di solito non viene inclusa nella definizione. I misteri religiosi dell'ellenismo vennero di nuovo consapevolmente collegate con la mitologia egiziana.
Ci sono molte pratiche in comune tra queste religioni:
- rituali di purificazione;
- sacrifici (sacrificio animale, libagioni, e raramente, ma notevolmente nella mitologia, il sacrificio umano);
- politeismo;
- le città stato sponsorizzano le religioni (teocrazia);
- divinazione;
- magia (invocazioni, amuleti).

Generalmente, le religioni del Vicino Oriente antico erano incentrate intorno alle teocrazie, con il culto regionale dominante della divinità di una città-stato. C'erano anche mitologemi super-regionali e divinità, come Tammuz e la discesa agl'inferi.
Divinazione
- Apantomanzia: osservazione degli animali
- Cleromanzia: lancio dei dadi o altri oggetti
- Epatoscopia: osservazione del fegato di un animale
- Nefomanzia: osservazione delle nuvole
- Ornitomanzia: osservazione degli uccelli in volo
- Capnomanzia: osservazione del fumo
- Oniromanzia: divinazione attraverso i sogni

## Mesopotamia

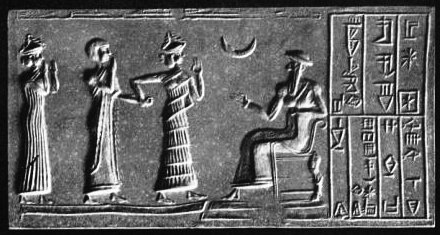
Impronta di un sigillo cilindrico di Ḫašḫamer, patesi (alto prelato) di Sin a Iškun-Sin, 2400 a.C. ca.

### Astrologia
L'identificazione di dei e dee con i corpi celesti — pianeti e stelle, oltre al sole e alla luna — e l'assegnazione di posti a tutte le divinità nei cieli viene ad attuarsi nella religione assiro-babilonese.
La personificazione dei due grandi astri — il sole e la luna — fu il primo passo per spiegare questo sistema, che fu seguito posizionando le altre divinità laddove Shamash e Sin avevano le loro sedi. Un tale processo, che giunge al suo culmine nel periodo post-hammurabico, condusse a identificare il pianeta Venere con Ishtar, Giove con Marduk, Marte con Nergal, Mercurio con Nabu, e Saturno con Ninurta.
Il sistema rappresenta un'armoniosa combinazione di due fattori, uno di origine popolare, l'altro come conseguenza di speculazioni fatte nelle scuole attigue ai templi di Babilonia. Il fattore popolare è la credenza riguardo all'influenza esercitata dai movimenti dei corpi celesti sulle vicende terrene — un credo naturalmente suggerito dal fatto che la vita, la vegetazione e la direzione del creato dipendessero dai due grandi astri. Iniziando con questo credo i sacerdoti misero su la teoria della stretta correlazione tra accadimenti terrestri e fenomeni celesti. Presentando questi un costante mutamento anche rispetto a un osservatore superficiale, si arrivò a decretare una stretta connessione tra i mutamenti e i movimenti sempre cangianti nel destino individuale e nella natura e la sua apparenza.
Leggere i segni dei cieli voleva dire perciò capire il significato degli avvenimenti sulla terra, e tramite questa pratica realizzarli; era anche possibile predire quali eventi potevano essere presagiti dalla posizione e dalla relazione reciproca tra sole, luna e pianeti e alcune stelle. I miti simbolizzavano mutamenti nella stagione o gli eventi naturali venivano proiettati nei cieli, progettati in modo che riflettessero le divisioni terrene.
Tutte le divinità, grandi e piccole, avevano i luoghi loro assegnati nei cieli, e i fatti, inclusi quelli che rientravano nella sfera della storia politica, venivano interpretati in termini di teologia astrale. Così questo sistema nel corso del tempo fece completamente oscillare gli intelletti umani il cui culto, essendo un'espressione di credenze animistiche, assunse l'aspetto derivato dall'interpretazione "astrale" di vicende e dottrine. Lasciò così le sue tracce negli incantesimi, presagi e inni, portando alla nascita dell'astronomia, assiduamente coltivata, poiché una conoscenza dei cieli era l'autentico fondamento del sistema di credenza spiegato dai sacerdoti di Babilonia e Assiria.
La "sapienza dei caldei" divenne, nel mondo classico, sinonimo di questa scienza, la quale nel suo carattere era così essenzialmente religiosa. L'importanza duratura che l'astrologia continuò a godere, fino a toccare i confini del movimento scientifico dei nostri giorni (e direttamente rintracciabile nei metodi di divinazione perfezionati nella valle dell'Eufrate), è dovuta allo scopo e all'influenza conseguita dalla teologia astrale dei sacerdoti assiri e babilonesi.
Per dare un'illustrazione del modo in cui le dottrine della religione vennero a conformarsi alla teoria astrale onni-pervasiva, sarà sufficiente riferire la modificazione subita in questo processo di visualizzazione sviluppato in un periodo molto antico che assegna il controllo dell'universo a tre divinità: Anu, Enlil ed Ea. Disassociando queste divinità da tutti i locali collegamenti, Anu divenne il potere che presiede ai cieli, Enlil fu l'assegnatario della Terra e l'atmosfera immediatamente sopra di essa, mentre a Ea fu riservato il dominio degli abissi. Con il trasferimento di tutti gli dei nei cieli, e sotto l'influenza della dottrina della correlazione tra cieli e terra, Anu, Enlil ed Ea divennero le tre "vie" o "direzioni" (come essi sono chiamati) nei cieli.
In questo esempio, le "vie" sembrano essere state la designazione dell'eclittica, che venne divisa in tre sezioni o zone — settentrionale, mediana e meridionale, essendo Anu stato assegnato alla prima, Enlil alla seconda ed Ea alla terza. La teologia astrale della religione assiro-babilonese, recando l'assegnazione di un sistema diviso dai sacerdoti, riusciva ad assimilare le credenze che rappresentavano i primi tentativi di sistematizzare gli aspetti più popolari della religione, e in questo modo l'unificazione di elementi diversi venne assicurata, conducendo a interpretare i contenuti e la forma della religione in termini di sistema astrale-teologico.

### Etica
Dal lato etico, la religione babilonese in modo più particolare, e in misura minore quella assira, esprimono concetti rilevanti riguardo alle qualità associate a divinità sia femminili che maschili e dei doveri imposti all'uomo. Shamash, il dio-sole, venne investito nella giustizia con il suo tratto distintivo di capo, Marduk viene dipinto come pieno di misericordia e mitezza, Ea è il protettore del genere umano che resta afflitto quando, a causa di un inganno subito da Adapa, l'umanità viene privata dell'immortalità. Gli dei, a dire il vero, sono facilmente ridestati alla collera, e in alcuni di essi gli aspetti orrendi predominano, e questo aspetti diventano sempre più pronunciati che c'è sempre qualche causa per la collera divina. Sebbene, nella spiegazione dell'ira degli dei, nessuna netta distinzione viene fatta tra offese morali e trascuratezza ritualistica o negligenza, anche la costrizione a fare scorta di inni e preghiere, come pure praticare elaborate espiazioni rituali prescritte in modo da placare l'ira degli dei, riguardo alla necessità di essere puliti e puri nei confronti delle potenze più alte, l'inculcazione di un proprio aspetto di umiltà, e soprattutto il bisogno di confessare la colpa e i peccati senza nessuna riserva — tutto ciò reca l'attestazione della forza che il fattore etico acquisiva nel dominio della religione.
Questo fattore appare di minore vantaggio nella spiegazione della concezione riguardo alla vita dopo la morte. Lungo l'arco di tempo che abbraccia tutti i periodi della storia assiro-babilonese, prevalse la concezione di una grande caverna oscura sotto la terra, non lontana dall'Apsu — l'abisso d'acqua fresca che circonda e fluisce sotto la terra — dove tutti morti sono raccolti, conducendovi un'esistenza miserabile di inattività, in mezzo a oscurità e polvere. Occasionalmente a qualche individuo privilegiato era permesso di evadere da questo destino generalizzato e lo si poneva sopra una isola piacevole. Sembrerebbe che anche i regnanti fossero sempre scelti per grazia divina, e nei periodi più arcaici della storia, essendo prevalente la considerazione che i regnanti, rispetto agli altri mortali, dovessero stare più vicini alle divinità, i re venivano così deificati dopo la morte, e in qualche caso gli onori divini venivano loro tributati anche durante la vita.

### Influenze posteriori
L'influenza esercitata dalla religione assiro-babilonese fu particolarmente profonda sui semiti, mentre la teologia astrale interessò il mondo antico in generale, inclusi greci e romani. L'impulso alla purificazione della'antica religione semitica alla quale gli ebrei per lungo tempo strettamente aderirono insieme ad altri individui — le varie stirpi di arabi nomadi — fu ampiamente fornita dalla ragguardevole civiltà fiorita nella valle dell'Eufrate e in molte delle tradizioni, miti e leggende inclusi nel Vecchio Testamento; si possono distinguere tracce di prestiti diretti ricevuti da Babilonia, mentre le influenze indirette nell'ambito dei libri profetici, come anche nei Salmi e nel cosiddetto "libro sapienziale", sono anche più degni di nota.
Anche quando arriviamo al Nuovo Testamento, non siamo ancora passati interamente oltre la sfera di influenze assiro-babilonesi. Nell'antico gnosticismo cristiano, gli elementi babilonesi — modificati, a dire il vero, e trasformati — sono ampiamente presenti, mentre la crescita di una letteratura apocalittica viene attribuita con apparente imparzialità da molti studiosi alla recrudescenza di vedute, la fonte basilare di cui è intrisa la teologia astrale dei sacerdoti assiri e babilonesi.

## Egitto
I rituali religiosi dominanti e le credenze dell'Antico Egitto si fondono sviluppandosi nel tempo. Come per esempio, durante il Nuovo Regno, gli dei Ra e Amun vennero sincretizzati in un singolo dio, Amun-Ra.
Tale sincretismo andrebbe distinto dai meri assembramenti, altrimenti detti "famiglie", come per Amun, Mut e Khonsu. Nel corso del tempo, le divinità presero parte in relazioni multiple sincretiche, per esempio, la combinazione di Ra e Horus in Ra-Herakty.
In modo simile, Ptah, Seker e Osiris divennero Ptah-Seker-Osiris.

## Anatolia

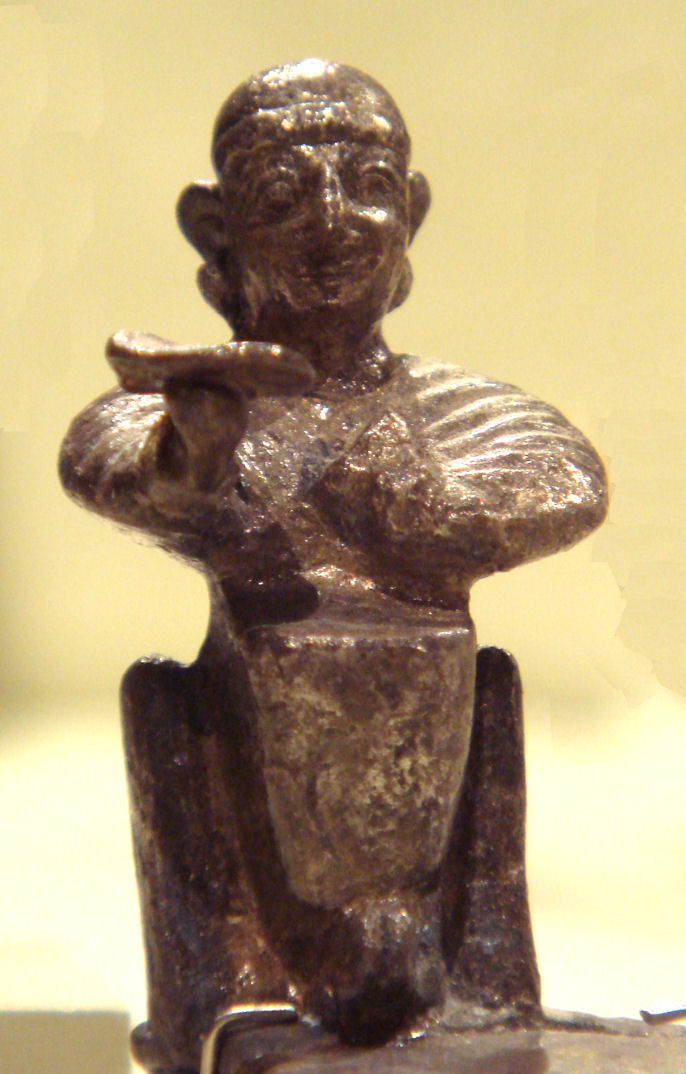
Divinità seduta, tardo Impero Ittita (XIII secolo a.C.)

Profondamente influenzata dalla mitologia mesopotamica, la religione ittita e luvia conserva in modo rilevante elementi indoeuropei, per esempio Tarhunt il dio del tuono, e il suo conflitto con il serpente Illuyanka.
Tarhunt ha un figlio, Telepinu e una figlia, Inara, la quale è coinvolta nella festività primaverile del Puruli, ed è una divinità protettrice (dLAMMA). Ishara è una dea del giuramento.

### Generale
- Cyrus Gordon, The Ancient Near East, (terza edizione riveduta), New York, W. W. Norton 1965.
- E. O. James, The Ancient Gods: The History and Diffusion of Religion in the Ancient Near East and the Eastern Mediterranean, New York, G.P. Putnam's Sons 1960.
- Pietro Mander La religione dell'antica Mesopotamia, Roma, Carocci 2009.
- James B. Pritchard, (ed.), The Ancient Near East: An Anthology of Texts and Pictures, Princeton, Princeton University Press 1958.
- James B. Pritchard, (ed.), The Ancient Near East, Volume II: A New Anthology of Texts and Pictures, Princeton, Princeton University Press 1975.
- Helmer Ringgren, Le religioni dell'Oriente antico, Brescia, Paideia 1991.
- Mark S. Smith, God in translation: deities in cross-cultural discourse in the biblical world, vol. 57 di "Forschungen zum Alten Testament", Mohr Siebeck, 2008, ISBN 978-3-16-149543-4.
- Morton Smith, "The Common Theology of the Ancient near East", Journal of Biblical Literature, 71, 1952, pp. 135–147.
- Karel van der Toorn, Dictionary of Deities and Demons in the Bible, New York, Brill, 1995, ISBN 0-8028-2491-9.
- Jack Sasson et al., (eds.), Civilizations of the Ancient Near East, New York, Charles Scribner's Sons 1995.

### Canaan e Ugarit
- Dennis Pardee, Ritual and Cult at Ugarit. Society of Biblical Literature, Atlanta, Georgia. 2002.
- Simon B. Parker, (ed.). Ugaritic Narrative Poetry. Society of Biblical Literature, U.S.A., 1997.
- Mark S. Smith, The Ugaritic Baal Cycle, Volume I: Introduction with Text, Translation and Commentary of KTU 1.1-1.2, Leiden, Brill, 1994.
- Mark S. Smith & Wayne T. Pitard, The Ugaritic Baal Cycle, Volume II: Introduction with Text, Translation and Commentary of KTU/CAT 1.3-1.4, Leiden, Brill, 2009.